# Joe Letteri

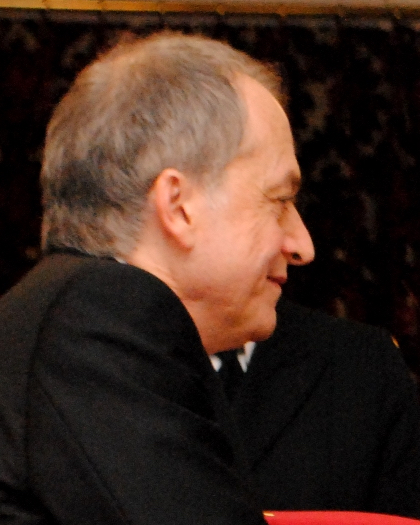
Joe Letteri

Joseph Letteri, ONZM (* 1957 in Aliquippa, Pennsylvania, USA) ist ein US-amerikanischer Spezialist für Visuelle Effekte und fünffacher Oscar-Preisträger.

## Leben
Letteri, Absolvent der Center High School (Pennsylvania) und der University of California, arbeitete zunächst bei Industrial Light & Magic (ILM), ehe er Anfang der 2000er Jahre zu Weta Digital wechselte und seitdem bei den erfolgreichen Blockbuster-Serien Der Herr der Ringe und Der Hobbit für die visuellen Effekte verantwortlich war.

## Filmografie
Mitarbeit an Visual Effects (ILM):
- 1989: Abyss – Abgrund des Todes (The Abyss)
- 1991: Star Trek VI: Das unentdeckte Land (Star Trek VI: The Undiscovered Country)
- 1993: Jurassic Park
- 1994: Flintstones – Die Familie Feuerstein (The Flintstones)
- 1995: Casper
- 1996: Mission: Impossible
- 1996: Daylight

Visual Effects Supervisor (ILM):
- 1997: Star Wars: Episode IV – Eine neue Hoffnung (Star Wars) – Special Edition
- 1998: Jack Frost
- 1999: Magnolia

Visual Effects Supervisor (Weta Digital):
- 2002: Der Herr der Ringe: Die zwei Türme (The Lord of the Rings: The Two Towers)
- 2003: Der Herr der Ringe: Die Rückkehr des Königs (The Lord of the Rings: The Return of the King)
- 2004: Van Helsing
- 2004: I, Robot
- 2005: King Kong
- 2006: X-Men: Der letzte Widerstand (X-Men: The Last Stand)
- 2007: Mein Freund, der Wasserdrache (The Water Horse)
- 2009: Avatar – Aufbruch nach Pandora (Avatar)
- 2009: In meinem Himmel (The Lovely Bones)
- 2011: Planet der Affen: Prevolution (Rise of the Planet of the Apes)
- 2011: Die Abenteuer von Tim und Struppi – Das Geheimnis der Einhorn (The Adventures of Tintin)
- 2012: Der Hobbit: Eine unerwartete Reise (The Hobbit: An Unexpected Journey)
- 2013: Der Hobbit: Smaugs Einöde (The Hobbit: The Desolation of Smaug)
- 2014: Planet der Affen: Revolution (Dawn of the Planet of the Apes)
- 2014: Der Hobbit: Die Schlacht der Fünf Heere (The Hobbit: The Battle of the Five Armies)
- 2015: Fast & Furious 7 (Furious 7)
- 2015: Fantastic Four
- 2015: Maze Runner – Die Auserwählten im Labyrinth (The Maze Runner)
- 2015: Die Tribute von Panem – Mockingjay Teil 2 (The Hunger Games: Mockingjay – Part 2)
- 2015: Krampus
- 2015: Alvin und die Chipmunks: Road Chip (Alvin and the Chipmunks: The Road Chip)
- 2016: Batman v Superman: Dawn of Justice
- 2016: The Jungle Book
- 2016: BFG – Big Friendly Giant (The BFG)
- 2016: Independence Day: Wiederkehr (Independence Day: Resurgence)
- 2016: Elliot, der Drache (Pete’s Dragon)
- 2016: Spectral
- 2017: Guardians of the Galaxy Vol. 2
- 2017: Planet der Affen: Survival (War the Planet of the Apes)
- 2017: Valerian – Die Stadt der tausend Planeten (Valerian and the City of a Thousand Planets)
- 2017: Justice League
- 2018: Maze Runner – Die Auserwählten in der Todeszone (Maze Runner: The Death Cure)
- 2018: Avengers: Infinity War
- 2018: Mortal Engines: Krieg der Städte (Mortal Engines)
- 2019: Alita: Battle Angel
- 2019: Avengers: Endgame
- 2019: Spider-Man: Far From Home
- 2019: Gemini Man
- 2020: Birds of Prey: The Emancipation of Harley Quinn
- 2020: Mulan
- 2021: Zack Snyder’s Justice League
- 2021: Black Widow
- 2021: The Suicide Squad
- 2021: Shang-Chi and the Legend of the Ten Rings
- 2021: Eternals
- 2022: The Batman
- 2022: Doctor Strange in the Multiverse of Madness
- 2022: Avatar: The Way of Water

## Auszeichnungen (Auswahl)
Bei den Oscarverleihungen 2003, 2004 und 2006 wurde Letteri dreimal mit dem Oscar ausgezeichnet. 2004 wurde zudem mit einem Oscar für technische Verdienste geehrt. Bei der Oscarverleihung 2005 blieb es lediglich bei einer Nominierung. Für Avatar gewann er 2010 (gemeinsam mit Stephen Rosenbaum, Richard Baneham und Andrew R. Jones) den Oscar. Ab 2012 folgten sechs weitere Nominierungen. Dabei konnte er 2023 einen weiteren Oscar mit Avatar: The Way of Water gewinnen.